# Olympische Jugend-Winterspiele 2012/Teilnehmer (Türkei)
| Gelbes Symbol für Goldmedaillen mit stilisierten Olympischen Ringen | Graues Symbol für Silbermedaillen mit stilisierten Olympischen Ringen | Braundes Symbol für Bronzemedaillen mit stilisierten Olympischen Ringen |
| ------------------------------------------------------------------- | --------------------------------------------------------------------- | ----------------------------------------------------------------------- |
| —                                                                   | —                                                                     | —                                                                       |

Die Türkei nahm an den Olympischen Jugend-Winterspielen 2012 in Innsbruck mit vier Athleten in drei Sportarten teil.

## Sportarten

### Ski Alpin
| Athleten          | Wettbewerb   | Durchgang 1 | Durchgang 2        | Gesamt             | Gesamt             |
| Athleten          | Wettbewerb   | Zeit        | Zeit               | Zeit               | Rang               |
| ----------------- | ------------ | ----------- | ------------------ | ------------------ | ------------------ |
| Jungen            |              |             |                    |                    |                    |
| Mustafa Topaloğlu | Super-G      |             |                    | 1:15,64 min        | 37                 |
| Mustafa Topaloğlu | Riesenslalom | DSQ         | nicht qualifiziert | nicht qualifiziert | nicht qualifiziert |
| Mustafa Topaloğlu | Slalom       | 48,34 s     | 48,87 s            | 1:37,21 min        | 29                 |
| Mustafa Topaloğlu | Kombination  | 1:14,99 min | 47,66 s            | 2:02,65 min        | 32                 |
| Mädchen           |              |             |                    |                    |                    |
| Dila Kavur        | Super-G      |             |                    | 1:20,46 min        | 30                 |
| Dila Kavur        | Riesenslalom | 1:10,13 min | 1:10,75            | 2:20,88 min        | 38                 |
| Dila Kavur        | Slalom       | 53,74 s     | 49,08 s            | 1:42,82 min        | 26                 |
| Dila Kavur        | Kombination  | 1:19,80 min | 47,62 s            | 2:07,42 min        | 27                 |

### Skilanglauf
| Athleten     | Wettbewerb      | Qualifikation | Qualifikation | Viertelfinale | Viertelfinale | Halbfinale         | Halbfinale         | Finale             | Finale             |
| Athleten     | Wettbewerb      | Zeit          | Rang          | Zeit          | Rang          | Zeit               | Rang               | Zeit               | Rang               |
| ------------ | --------------- | ------------- | ------------- | ------------- | ------------- | ------------------ | ------------------ | ------------------ | ------------------ |
| Jungen       |                 |               |               |               |               |                    |                    |                    |                    |
| Hamza Dursun | 10 km klassisch |               |               |               |               |                    |                    | 32:55,5 min        | 28                 |
| Hamza Dursun | Sprint          | 1:49,46 min   | 25            | 2:30,2 min    | 6             | nicht qualifiziert | nicht qualifiziert | nicht qualifiziert | nicht qualifiziert |

### Skispringen
| Athleten     | Wettbewerb    | Erste Runde | Erste Runde | Finale | Finale | Gesamt | Gesamt |
| Athleten     | Wettbewerb    | Weite       | Punkte      | Weite  | Punkte | Punkte | Rang   |
| ------------ | ------------- | ----------- | ----------- | ------ | ------ | ------ | ------ |
| Jungen       |               |             |             |        |        |        |        |
| Falik Yuksel | Normalschanze | 64,5 m      | 100,6       | 62,5 m | 95,3   | 195,9  | 16     |